# Arichanna gaschkevitchii
Arichanna gaschkevitchii là một loài bướm đêm trong họ Geometridae.

## Hình ảnh

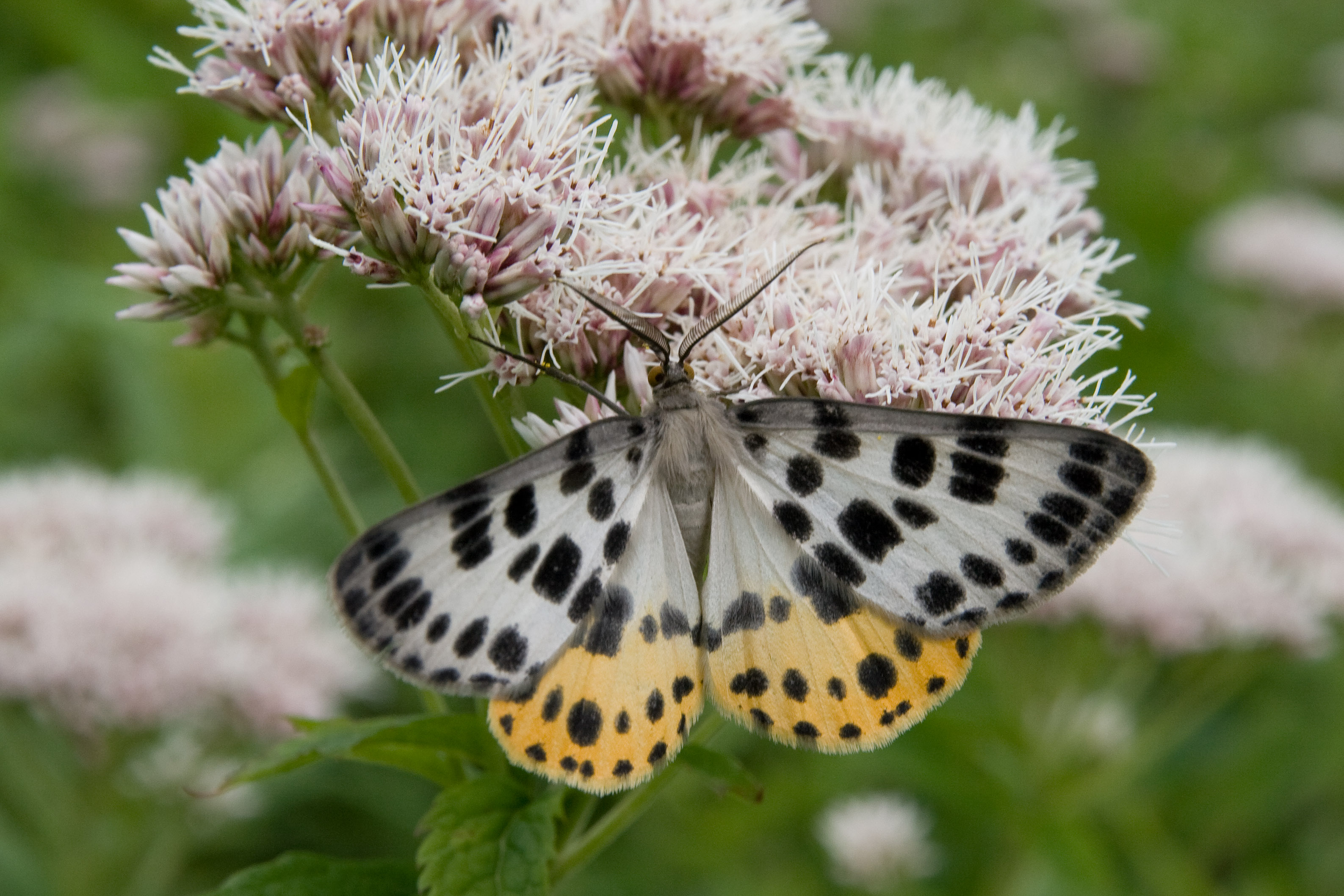
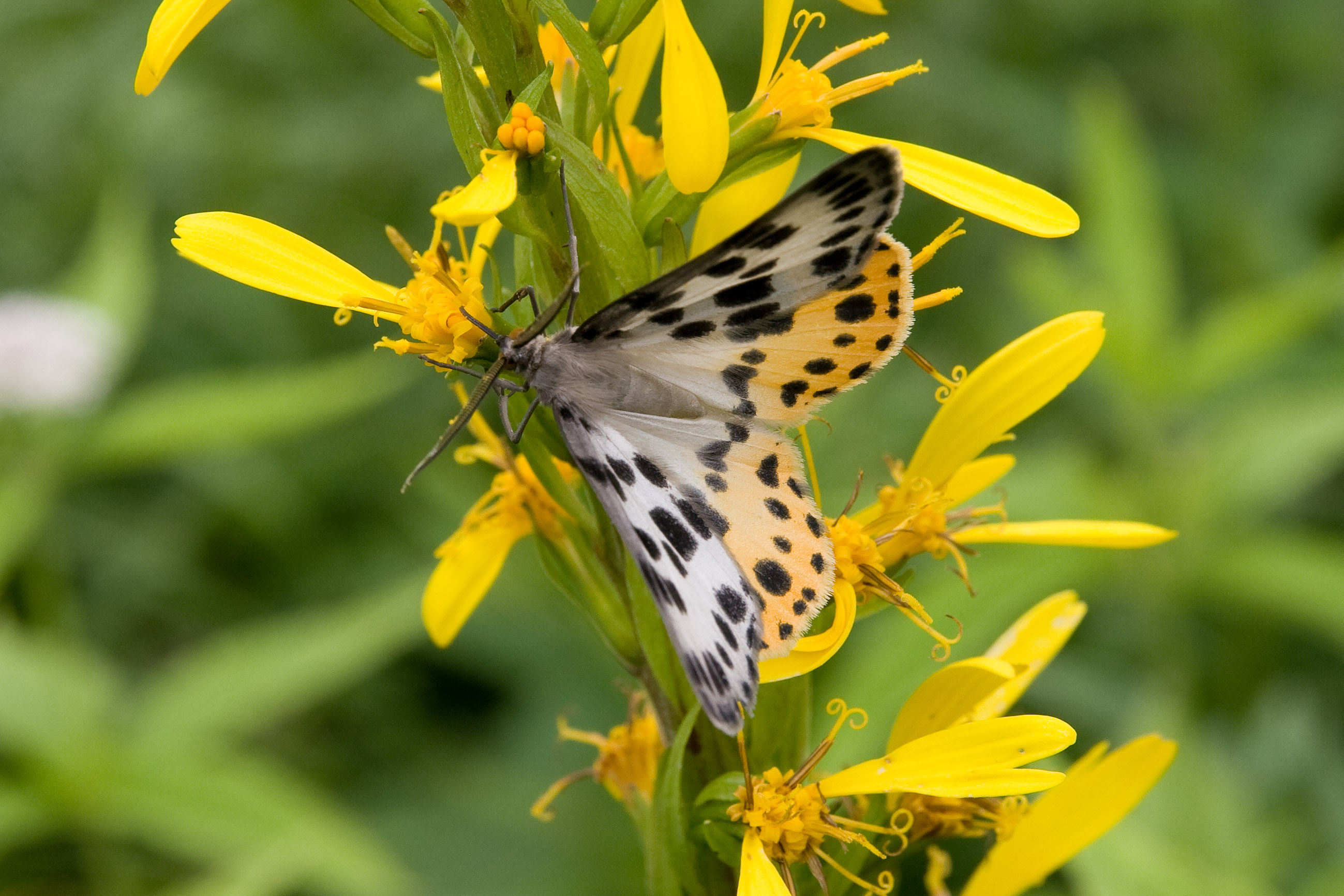